# Julia V. Taft
Pour les articles homonymes, voir Taft.
Julia Ann Vadala Taft (1942–2008) était une haute fonctionnaire des États-Unis qui a été impliquée dans l'assistance humanitaire internationale, et qui fut directrice du Bureau américain d'assistance au désastre à l'étranger (Office of Foreign Disaster Assistance - OFDA) de 1986 à 1989, et comme assistant-secrétaire d'État pour la population, les réfugiés et la migration de 1997 à 2001.

## Biographie
Julia Ann Vadala est née le 27 juillet 1942 sur Governors Island à New York Harbor.  Elle était la fille du colonel Anthony Valada, chirurgien à l'Army Medical Corps (le corps médical des armées), et de Shirley Harris Vadala.  Elle étudia à l'université du Colorado à Boulder, où elle reçut un baccalauréat en politique internationale en 1964, et une maîtrise en politique internationale en 1969.
Après l'université, Vadala occupa un poste de recherche et d'enseignement universitaire à la Maison-Blanche. Elle devint ensuite l'assistante du secrétaire à la Santé et aux Services sociaux des États-Unis Elliot Richardson.
Son premier mariage, avec Fred Malone, s'acheva par un divorce.  Elle épousa ensuite le juriste William Howard Taft IV en 1974.  Ensemble, le couple eut un fils, William Howard Taft V, et deux filles, Maria et Julia.
En 1975, le président des États-Unis Gerald Ford nomma Julia V. Taft directrice de l'Équipe spéciale inter-institutions sur les réfugiés d'Indochine, créée par la Loi sur les Migrations d'Indochine et l'Aide aux Réfugiés. À ce titre, elle supervisa la réinsertion de plus de 130 000 évacués du Cambodge, du Laos et du Vietnam après la chute de Saïgon.
Taft passa les trois décennies suivantes à concevoir et à développer des programmes de réfugiés pour le département d'État des États-Unis, le département de la Santé et des Services sociaux des États-Unis, l'Agence des États-Unis pour le développement international et l'Organisation des Nations unies.
De 1986 à 1989, elle fut directrice de l'OFDA, qui fait partie de l'USAID.  Là, elle fut responsable de la coordination des efforts du département d'État, du Pentagone et d'autres agences gouvernementales et non gouvernementales comme CARE et Save the Children en réaction aux demandes l'aide aux désastres des gouvernements étrangers.  Par exemple, en 1986, elle géra 130 millions de dollars dans l'aide américaine en réponse à la famine en Éthiopie (1984-1985).  En 1988, elle supervisa la réponse américaine aux inondations du Bangladesh qui avaient laissé 25 millions de sans-abris, aux plus petites inondations en République dominicaine et en Inde, aux personnes chassées du Burundi, à l'apparition de gaz empoisonné au Cameroun et à l'invasion de Locuste en Éthiopie.  Lors du séisme de 1988 en Arménie, elle voyagea en République socialiste soviétique d'Arménie pour coordonner l'aide américaine.
De 1994 à 1997, Taft fut à la tête de InterAction, une coalition d'organisations non gouvernementales dédiée à l'aide internationale.
En 1997, le président des États-Unis Bill Clinton nomma Taft assistant-secrétaire d'État pour la population, les réfugiés et la migration, et elle tint ce poste par la suite du 10 novembre 1997 au 19 janvier 2001.
De 2001 à 2004, elle fut directrice du Bureau pour la Prévention et le Rétablissement de Crises du Programme des Nations unies pour le développement et, en cette qualité, elle supervisa la réponse de l'Organisation des Nations unies aux personnes en exil de par la guerre d'Afghanistan.
Taft mourut d'un cancer du côlon dans sa maison de Washington le 15 mars 2008.

## Distinctions
- 1999 : Doctorat honoris causa de l'Université Brown (LL.D.)[1]
- 2009 : Prix Lumière de la vérité décerné par le Campagne internationale pour le Tibet